# Bienenstock

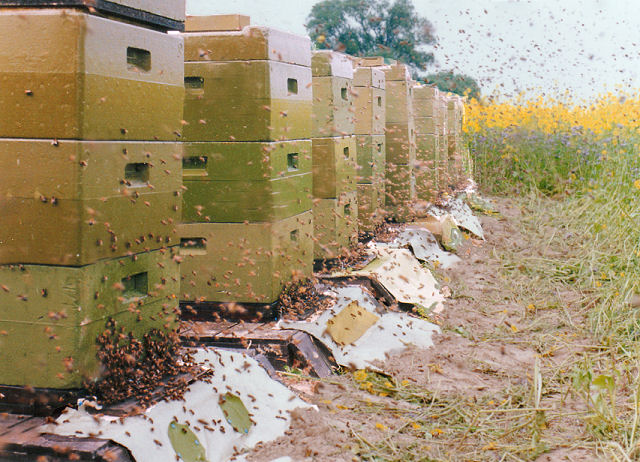
Bienenvölker in Magazinbeuten an einem Rapsfeld (1998)

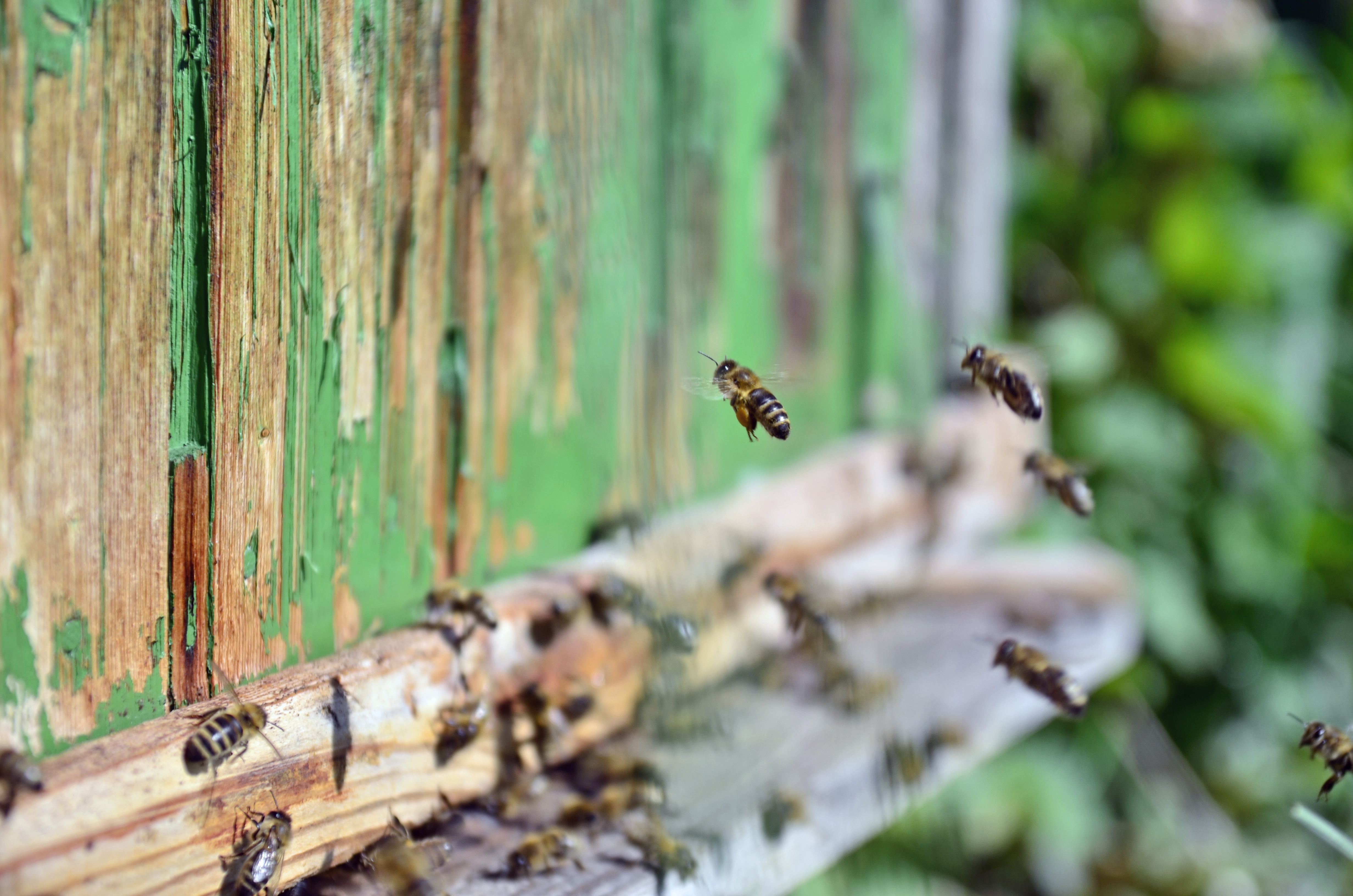
Bienen im Anflug auf ihren Bienenstock (2012)

Als Bienenstock (mhd. bînstoc für ‚Stock[holz, hohl] für Bienen[volk]‘) wird eine von einem Imker zur Verfügung gestellte künstliche Nisthöhle (Behausung) mitsamt dem darin befindlichen Volk von Honigbienen bezeichnet. Die Behausung allein wird Beute, die Gesamtheit der Waben bzw. Zellen wird Gewirk(e) genannt. Moderne Magazinbeuten bestehen aus einer oder mehreren übereinander gestellten sogenannten Zargen (oben und unten offene Kästen) sowie einem abnehmbaren Deckel und einem untergesetzten Boden aus Holz oder Kunststoff.

## Begriff Beute
Das Wort Beute wurde im 8. Jahrhundert zuerst für ein Backbrett oder einen Backtrog und später für den Waldbienenstock benutzt. Trotz der frühen Bezeugung ist weder die Herkunft noch die Geschichte ausreichend klar. Bezeugt ist das mittelhochdeutsche Wort „biuta“ als Bienenstock und das althochdeutsche „biutte“ oder „biot“ als Backtrog oder Bienenkorb. Ursprünglich bezeichnete das Wort „Beute“ in diesem Zusammenhang oft auch den ganzen Bienenbaum. Der 1505 in Sprottau geborene erste deutsche Autor eines Buches über Bienenzucht Nickel Jacob prägte den Begriff der Beute in der frühen Fachliteratur. Erst im 19. Jahrhundert setzte sich dieser Begriff als Bezeichnung für eine vom Menschen zur Verfügung gestellte Bienenwohnung durch.

## Geschichte

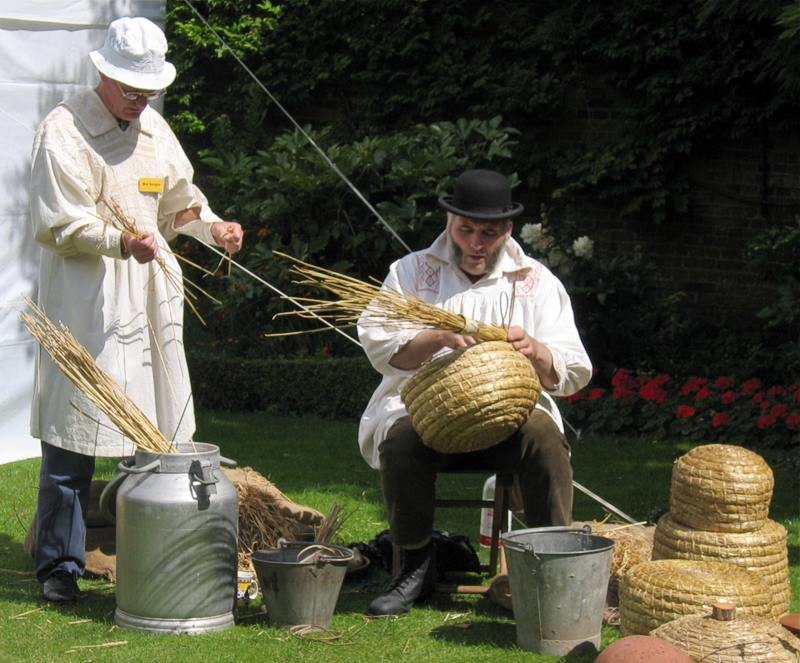
Herstellung traditioneller Bienenkörbe aus Stroh in England

Von Natur aus brauchen die europäischen Unterarten der Westlichen Honigbiene zum Überleben eine winter- und wetterfeste Behausung. Dazu eignet sich eine Nisthöhle in einer Größe von etwa 60 Litern, die ganzjährig trocken ist. Ursprünglich lebten die Bienen wild in natürlich vorkommenden Baumhöhlen im Wald. In der Frühzeit begann dann der Mensch den Bienen ausgehöhlte Baumstämme oder andere Hohlräume als Nistplatz anzubieten. Ausgehöhlte zylindrische Stammstücke, vornehmlich des Sūkam-Baumes, werden noch immer im Jemen verwendet sowie in Afrika. In Afrika finden auch noch Tonröhren Verwendung. In Westeuropa imitierten Menschen hohle Baumstämme durch Klotzbeuten oder Klotzstülper, die sie Bienen zum Nisten anboten. Die gleiche Funktion erfüllten geflochtene Rutenstülper oder geflochtene Strohkörbe. Überall entwickelten sich besondere Typen und Formen von Bienenbehausungen aus unterschiedlichen Materialien. In Kärnten wurden sie Kärntner Bauernstock und Krainer Bauernstock genannt. Bildstöcke heißen Klotzbeuten aus Holzstämmen, die reichhaltig beschnitzt und bemalt sind. In ihrem Äußeren gleichen sie mehr geschnitzten Holzstatuen als einer Bienenwohnung.
Nachteil aller dieser Behausungen war, dass Honig nur dadurch geerntet werden kann, dass ein Teil des Wabenwerkes der Bienen herausgeschnitten und damit zerstört wird. Wegen des fest mit der Beute verbundenen Wabenwerks wird die Art der Waben als Stabilbau bezeichnet.
In weiten Teilen Asiens wurde und wird teilweise noch heute im ländlichen Raum die Östliche Honigbiene in Klotzbeuten oder Höhlungen von Wänden als „Biene des kleinen Mannes“ gehalten.

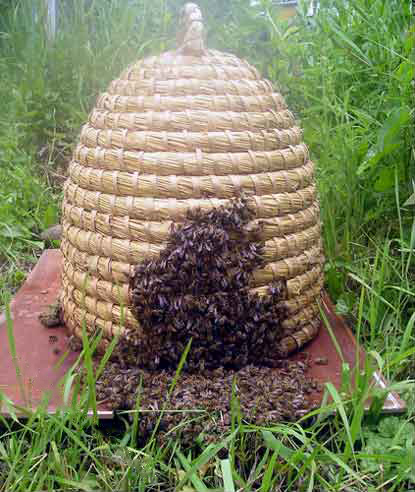
Einzug eines Bienenschwarms in einen traditionellen Bienenkorb
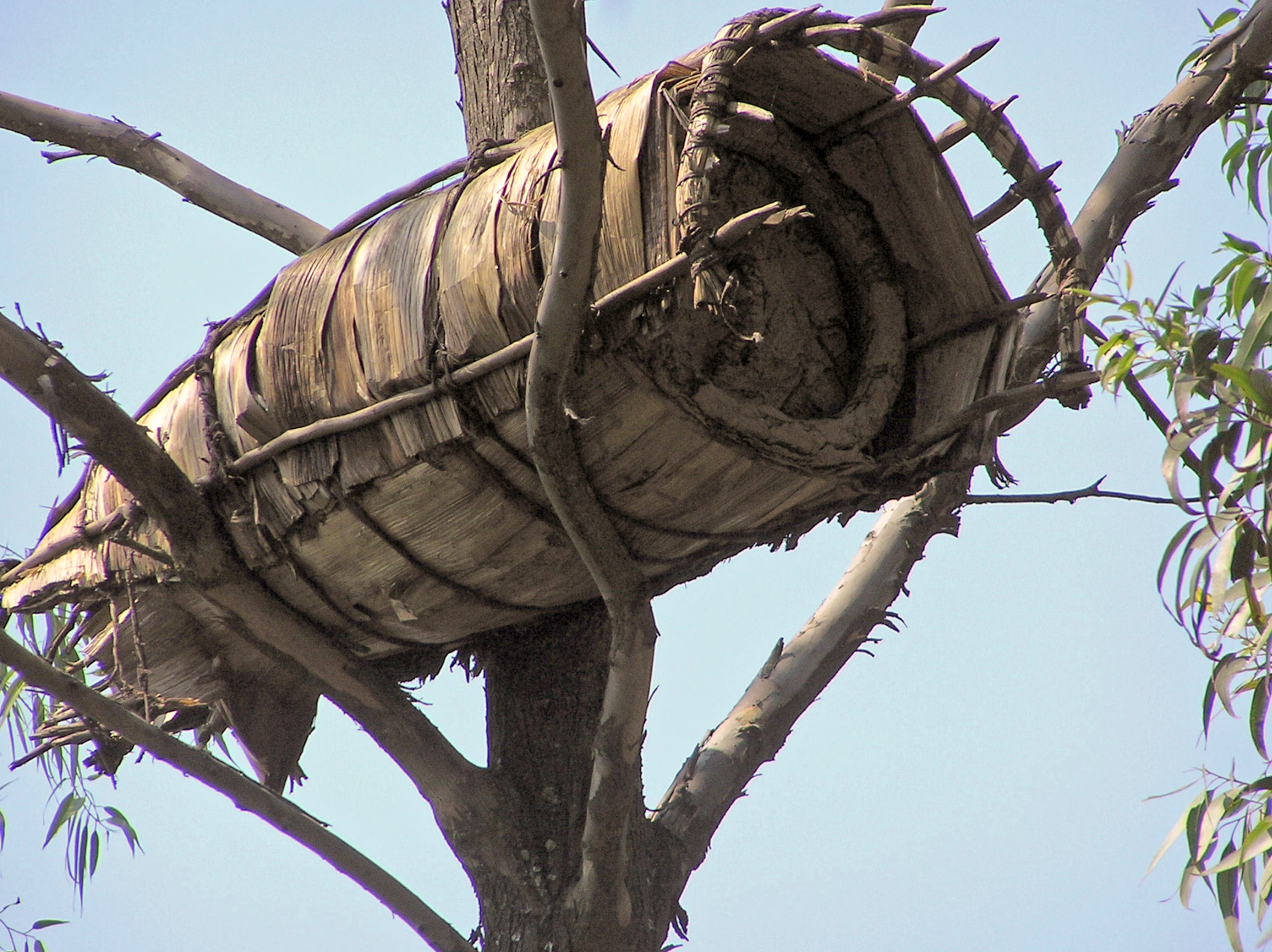
In einem Baum platzierter traditioneller Bienenstock in Ruanda

## Aktuell übliche Bienenwohnungen
Im 19. Jahrhundert kam durch Bienenwaben in beweglichen Holzrähmchen der Mobilbau auf. Das war eine Hinterbehandlungsbeute aus Holz, die der Imker von hinten bearbeitet. Ihr beweglicher Wabenbau stellt im Vergleich zu dieser Wildbienenzucht einen wesentlichen Fortschritt in der Bienenhaltung dar. Dabei werden die Bienenwaben in Rähmchen in die Beute eingesetzt. Dadurch können die mit Honig gefüllten Waben entfernt und durch andere leere (ausgeschleuderte) ersetzt werden. Auf diese Weise müssen die Bienen weniger Energie für den Neubau von Waben aufwenden. Ein weiterer Vorteil ist, dass solche Beuten gut in einem Bienenhaus oder auch Bienenwagen untergebracht werden können. In der Heideimkerei waren die Strohkörbe in Bienenzäunen aufgestellt. Eine moderne Alternative zu diesen inzwischen weniger üblichen Betriebsweisen ist das Imkern mit Magazinbeuten (siehe Foto oben), die ohne weiteren Schutz frei im Gelände aufgestellt werden. Da Magazine nur von oben bearbeitet werden können, ist die Magazinbeute eine Oberbehandlungsbeute. Die Weltimkerei arbeitet im 21. Jahrhundert nur noch in Magazinbeuten. Deutschland ist innerhalb der Magazinimkerei in Nord und Süd geteilt. Während im Norden überwiegend die in der Imkerschule Bad Segeberg entwickelten Segeberger Beuten aus Kunststoff (Hart-Schaumpolystyrol) zum Einsatz kommen, was jedoch die Zertifizierung als Biohonig ausschließt, sind im Süden eher Magazinbeuten aus Holz verbreitet. Der Trend zum Magazin kam in den 1970er Jahren auf. Zuvor gab es deutschlandweit hauptsächlich hölzerne Hinterbehandlungsbeuten, die in Bienenhäusern aufgestellt waren. Diese Beuten- und Aufstellungsart (auch in Bienenwagen) war im Osten Deutschlands in der DDR mehrheitlich bis zur Wende 1989 üblich. In der Schweiz ist die Hinterbehandlungsbeute in Form des Schweizerkastens immer noch die häufigste Betriebsweise. Mobilbau ohne Rähmchen ist mit der Top-bar hive möglich. Je nach Stellung der Waben im Bienenstock wird zwischen einem Kaltbau und einem Warmbau unterschieden. Stehen die Waben parallel zum Flugloch, handelt es sich um einen Kaltbau. Stehen die Waben dagegen quer zum Flugloch, wird von einem Warmbau gesprochen. Imker sind sich jedoch bis heute nicht darüber einig, welche Bauweise die „bessere“ ist. Für die wesensgemäße Bienenhaltung werden häufig Lagerbeuten benutzt. In solchen ist Brut- und Honigraum nicht geteilt. Beispiele dafür sind die Einraumbeute und die BienenBox. Am natürlichsten sind jedoch die Klotzbeuten mit ihrem Stabilbau.

## Liste von Beutentypen
| Kategorie               | Typ                                         | Entstehung               | Kommentar | Bild | Belege               |
| ----------------------- | ------------------------------------------- | ------------------------ | --- | ---- | -------------------- |
|                         | Bienenhaus                                  |                          | Imkerliches Gebäude für Bienenstöcke |      | [ 10 ] [ 11 ]        |
| Einraumbeuten           | BienenBox                                   | 2012                     | Form der Horizontalbeute, basiert auf dem Krainer Bauernstock |      | [ 12 ] [ 13 ]        |
| Einraumbeuten           | Frankenbeute, Golzbeute                     |                          | Form der Horizontalbeute |      | [ 14 ] [ 15 ]        |
| Einraumbeuten           | Top-bar hive, auch Oberträgerbeute oder TBH | ca. 1960er-70er          | Form der Horizontalbeute, Trogbeute, Mobilbaubeute; einfachst zu bauen; erfunden für die Entwicklungshilfe in Afrika |      | [ 16 ] [ 17 ]        |
| Einraumbeuten           | Horizontalbeute                             | vor ungefähr 6000 Jahren | |      | [ 18 ]               |
| Einraumbeuten           | Einraumbeute                                |                          | Form der Horizontalbeute |      | [ 19 ]               |
| Einraumbeuten           | Krainer Bauernstock                         | 18. Jahrhundert          | Form der Horizontalbeute |      | [ 20 ]               |
| Einraumbeuten           | Bienenkiste                                 |                          | Form der Horizontalbeute, basiert auf dem Krainer Bauernstock |      | [ 21 ]               |
| Hinterbehandlungsbeuten | Blätterstock                                | 1873                     | Form der Hinterbehandlungsbeute, Weiterentwicklung der Hinterlader-Mobilbeute; Rähmchen werden wie Seiten eines aufrecht stehenden Buchs geblättert und zwischenherausgezogen; A. Sträuli entwickelte daraus einen Blätterstock, dem Honigzargen aufgesetzt werden konnten, wie bei Magazinbeuten |      | [ 23 ] [ 24 ] [ 25 ] |
| Hinterbehandlungsbeuten | Hinterbehandlungsbeute                      |                          | Überbegriff für Beuten, die von hinten statt von oben geöffnet werden; siehe Hinterlader, Normbeute, Schweizerkasten und Blätterstock |      | [ 26 ]               |
| Hinterbehandlungsbeuten | Schweizerkasten                             | 19. Jahrhundert          | Form der Hinterbehandlungsbeute aus der Schweiz, basiert auf der Preußischen Hinterlader-Beute |      | [ 27 ]               |
| Hinterbehandlungsbeuten | Heroldbeute                                 |                          | Form der Horizontalbeute; der Brutraum ist hier in der Form einer Trogbeute und Honigzargen werden auf den vorderen Teil gestapelt, wie bei Magazinbeuten |      |                      |
| Magazinbeuten           | Combibeute                                  |                          | Form der Magazinbeute |      | [ 28 ]               |
| Magazinbeuten           | Dadant-Beute                                |                          | Form der Magazinbeute |      | [ 29 ]               |
| Magazinbeuten           | Deutsch Normal (DN), auch Einheitsmaß       |                          | Form der Magazinbeute |      | [ 7 ]                |
| Magazinbeuten           | Erlanger Magazinbeute                       | 1911                     | Form der Magazinbeute |      | [ 30 ]               |
| Magazinbeuten           | Langstroth-Beute                            | 1852                     | Form der Magazinbeute |      | [ 31 ]               |
| Magazinbeuten           | Magazinbeute, auch Oberbehandlungsbeute     | 18.–19. Jahrhundert      | Überbegriff für Beuten, die bewegliche Rähmchen haben, von oben geöffnet werden und aus Zargen bestehen; vorherrschende Form |      | [ 33 ]               |
| Magazinbeuten           | Heroldmagazin                               |                          | Form der Magazinbeute |      | [ 34 ]               |
| Magazinbeuten           | Segeberger Beute                            | 1971                     | Form der Magazinbeute aus Kunststoff; auch Segeberger Styroporbeute |      | [ 35 ] [ 36 ] [ 37 ] |
| Magazinbeuten           | Spessartbeute                               |                          | Form der Magazinbeute |      | [ 38 ]               |
| Magazinbeuten           | Taunusbeute                                 |                          | Form der Magazinbeute |      | [ 39 ]               |
| Magazinbeuten           | Voirnot-Beute                               | 19. Jahrhundert          | Form der Magazinbeute, Mobilbeute; erfunden von Jean-Baptiste Voirnot |      | [ 40 ]               |
| Magazinbeuten           | Zanderbeute                                 | um 1900                  | Form der Magazinbeute; Abwandlung der Langstroth-Beute, von Enoch Zander |      | [ 41 ] [ 42 ]        |
| Magazinbeuten           | Volksbeute, auch Warré-Beute                | 19. Jahrhundert          | Form der Magazinbeute, Stabilbeute; erfunden von Émile Warré |      | [ 43 ]               |
| Klotzbeuten             | Bildstock und Figurenbeute                  |                          | Form der Klotzbeute, hohler Baumstamm als Senkrechtbeute, die kunstvoll figürlich geschnitzt wurde |      |                      |
| Klotzbeuten             | Schiffer-Tree                               | 2018                     | Nisthilfe für Honigbienen, Hornissen, Fledermäuse etc.; Simulation einer Bienenbehausung im hohlen Baumstamm; warmhaltig und artgerecht; besteht aus dicken Holzwänden; geeignet für Artenschutz, weniger geeignet für Imkerei                                                                    |      | [ 44 ]               |
| Klotzbeuten             | Klotzbeute, auch Klotzstülper               |                          | Hohler Baumstamm als Senkrecht- oder Horizontalbeute, eine der älteren Beuten |      | [ 45 ]               |
| Bienenkörbe             | Lüneburger Stülper                          |                          | Form des Bienenkorbes in der Lüneburger Heide |      | [ 46 ]               |
| Bienenkörbe             | Bienenkorb                                  |                          | Korb aus geflochtenem Stroh für Bienen |      | [ 47 ]               |
| Bienenkörbe             | Kanitzkorb                                  | 19. Jahrhundert          | Rechteckige Form des Bienenkorbes |      | [ 48 ]               |
|                         | Kugelbeute                                  | um 2012                  | Forschungsgegenstand der Universität Würzburg |      | [ 49 ] [ 50 ]        |

## Bienenstock als Symbol
In der Frühzeit des Christentums galten Bienen als Symbol für Ordnung, Gehorsamkeit und Keuschheit. Die Menschen glaubten, dass die Bienen ihre Brut auf bestimmten Pflanzen einsammeln würden, da die Paarung der Bienenkönigin noch nicht bekannt war. Die Biene wurde damit zum Symbol für die Jungfräulichkeit Marias. In der christlichen Kunst ist der Bienenstock ein Attribut des heiligen Ambrosius von Mailand. Er steht für die Gabe der Beredsamkeit, die Ambrosius der Legende zufolge als Neugeborener von einem Bienenschwarm verliehen wurde, der sich auf sein Gesicht setzte und Honig in seinen Mund träufelte. Auch Bernhard von Clairvaux, der doctor mellifluus (honigfließender Gelehrter) wird gelegentlich mit einem Bienenstock dargestellt. Bettina Vaupel von der Deutschen Stiftung Denkmalschutz beschreibt in ihrem Artikel „Wofür steht der Bienenkorb“, dass seine Sprachgewandtheit so groß gewesen sein soll, dass ihm die Worte „geschmeidig wie Honig“ aus seinen „mitreißenden Predigten aus dem Mund geflossen seien“.
Aber auch in der Kunst fand der Bienenstock seinen Eingang. Johann Baptist Enderle malte um 1770 beispielsweise das Speisezimmer im Pfarrhaus in Zaisertshofen auf. In den Eck-Kartuschen malte er unter anderem Bienenkörbe sowie den Spruch „sic vos, non vobis“ (So seid ihr, nichts gehört euch) als Mahnung, bescheiden zu leben.
Das Büro- und Geschäftshaus Bienenkorbhaus hatte den Bienenkorb im Logo.